# Eristalis beltrami
Eristalis beltrami is een vliegensoort uit de familie van de zweefvliegen (Syrphidae). De wetenschappelijke naam van de soort is voor het eerst geldig gepubliceerd in 1970 door Telford.